# Thalassomembracis acanthosphaericus
Thalassomembracis acanthosphaericus is een kreeftachtigensoort uit de familie van de Synagogidae. De wetenschappelijke naam van de soort is voor het eerst geldig gepubliceerd in 1984 door Grygier.